# Cortazzone
Cortazzone is een gemeente in de Italiaanse provincie Asti (regio Piëmont) en telde 583 inwoners op 1 januari 2023. De oppervlakte bedraagt 10,4 km², de bevolkingsdichtheid is 56 inwoners per km².
De volgende frazioni maken deel uit van de gemeente: Vanara, Briccarello, Valmezzana, Mongiglietto.
|  |

## Demografie
Cortazzone telt ongeveer 583 inwoners wat in de periode 1991-2023 een stijging van 8,16% volgens cijfers uit de volkstellingen van ISTAT.
| Jaar | Inwoners |
| ---- | -------- |
| 1991 | 539      |
| 2001 | 626      |
| 2004 | 637      |
| 2017 | 663      |
| 2018 | 640      |
| 2019 | 593      |
| 2023 | 583      |

## Geografie
De gemeente ligt op ongeveer 225 m boven zeeniveau.
Cortazzone grenst aan de volgende gemeenten: Camerano Casasco, Cortandone, Maretto, Montafia, Roatto, Soglio, Viale.